# Яловський струмок
Яловський струмок — струмок (річка) в Україні у Воловецькому районі Закарпатської області. Права притока річки Латориці (басейн Дунаю).

## Опис
Довжина стркмка приблизно 7,13 км, найкоротша відстань між витоком і гирлом — 5,49  км, коефіцієнт звивистості річки — 1,13 . Формується багатьма гірськими струмками.

## Розташування
Бере початок на східній схилах хребта Велика Гранна . Тече переважно на південний схід понад горою Гуляйка (1038 м) та селом Ялове і на південно-західній стороні від села Задільське впадає у річку Латорицю, ліву притоку річки Бодрогу.

## Цікаві факти
- У селі Ялове на правому березі струмка розташована Церква Вознесіння Господнього[2].
- У пригирловій частині на правому березі струмка на західній стороні на відстані приблизно 2,58 км розташований пам'ятник природи Високий Камінь[2].